# Venustablet van Ammisaduqa

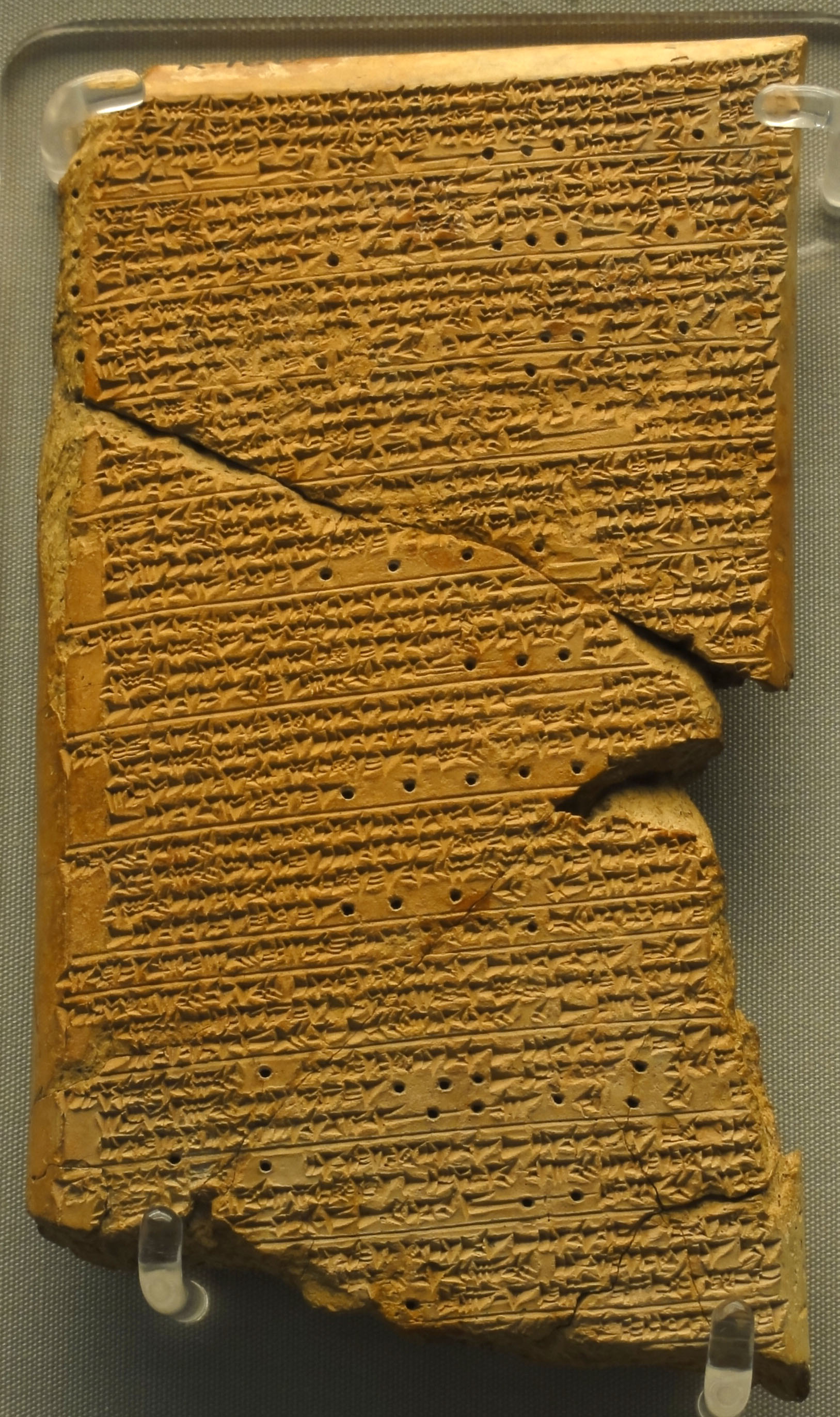
Een kopie van het tablet

Het Venustablet van Ammisaduqa is een astronomisch spijkerschrifttablet uit de tijd van koning Ammisaduqa van Babylonië. Het tablet vermeldt over een periode van 21 jaar - de regeringstijd van Ammisaduqa - observaties van de vier data waarop de planeet Venus zichtbaar (innamir) en onzichtbaar (itbal) werd aan de oostelijke en westelijke hemel. In het oude Babylon hield men dat bij omdat men er belangrijke voortekenen in zag, die allerlei gebeurtenissen voorspelden. Het tablet met Venuswaarnemingen maakt deel uit van een lange reeks spijkerschrifttabletten, die bekendstaat als Enuma Anu Enlil, waarin voortekenen en hun duiding worden beschreven.

## De bronnen
Het tablet is bewaard gebleven in een aantal - veel latere - kopieën. De oudste overgeleverde bron (B) komt uit de Babylonische stad Kiš en werd daar in 1924 gevonden door de Langdon-expeditie. Het dateert van midden 7e tot midden 8e eeuw v.Chr. Een aantal jongere kopieën komen zowel uit Assyrische als uit Babylonische bron. Er zijn enige verschillen tussen de kopieën, soms in de spelling van woorden maar soms ook in de numerieke gegevens.

## De vier tijdstippen
Het duurt ongeveer 584 dagen voordat de planeet Venus weer terugkeert in de positie precies tussen de aarde en de zon, de benedenconjunctie. Als we beginnen met het moment dat de planeet voor het laatst zichtbaar is in het oosten (Σ) (als morgenster) dan is de planeet op weg de bovenste conjunctie met de zon te bereiken, het verste punt vanaf de aarde bezien. Het duurt dan twee maanden en een paar dagen voor de planeet weer zichtbaar wordt in het westen (als avondster, stijdstip Ξ). De planeet blijft daarna acht maanden en enige dagen zichtbaar tot zij voor het laatst in het westen te zien is (tijdstip Ω). De planeet benadert dan de benedenconjuctie en is slechts korte tijd niet te zien. In de winter kan dat maar 3 dagen zijn, in de zomer kan dat oplopen tot twee weken en een paar dagen. Daarna is de planeet weer in het oosten te zien (tijdstip Γ) en dat blijft dan zo'n acht maanden en een paar dagen tot het volgende punt Σ. Daarna begint de hele cyclus opnieuw, maar de waarnemingen zijn niet hetzelfde, omdat 584 dagen 1,6 jaar vertegenwoordigt. Vijf cycli nemen 8 jaar in beslag en de Babyloniërs wisten al dat na acht jaar een vergelijkbaar patroon van waarnemingen zich dan herhaalt, behalve dat de longitude met 2,5 graad (een dag of 2-3) verschoven is. Echter pas na 7 × 8 = 56 of 8 × 8 = 64 jaar is het patroon weer (vrijwel) helemaal hetzelfde.

## De waarnemingen

Diagram van de vier tijdstippen waarop Venus zichtbaar en onzichtbaar wordt

| Jaar | tijdstip | datum        | na     | tijdstip | datum        |  | maand | naam      |
| ---- | -------- | ------------ | ------ | -------- | ------------ |  | ----- | --------- |
| 1    | Ω        | 15 Shabatu   | 3 d    | Γ        | 18 Shabatu   |  | 1     | Nisan     |
| 2    | Σ        | 21 Arahsamnu | 1m 25d | Ξ        | 16 Tebetu    |  | 2     | Ayar      |
| 3    | Ω        | 29 Ululu     | 16 d   | Γ        | 15 Tashritu  |  | 3     | Simanu    |
| 4    | Σ        | 3 Dumuzi     | 2m 6d  | Ξ        | 9 Ululu      |  | 4     | Dumuzi    |
| 5    | Ω        | 29 Nisan     | 12 d   | Γ        | 11 Ayar      |  | 5     | Abu       |
| 5    | Σ        | 27 Kislimu   | 2m 3d  | Ξ        | 30 Shabatu   |  | 6     | Ululu     |
| 6    | Ω        | 28 Arahsamnu | 3 d    | Γ        | 1 Kislimu    |  | 7     | Tashritu  |
| 7    | Σ        | 30 Abu       | 2m     | Ξ        | 30 Tashritu  |  | 8     | Arahsamnu |
| 8    | Ω        | 9 Dumuzi     | 17 d   | Γ        | 26 Dumuzi    |  | 9     | Kislimu   |
| 8    | Σ        | 27 Adar      | 2m 16d | Ξ        | 13 Simanu    |  | 10    | Tebetu    |
| 9    | Ω        | 12 Adar      | 2 d    | Γ        | 14 Adar      |  | 11    | Shabatu   |
| 10   | Σ        | 17 Arahsamnu | 1m 25d | Ξ        | 12 Tebetu    |  | 12    | Adar      |
| 11   | Ω        | 25 Ululu     | 16 d   | Γ        | 11 II-Ululu  |  |       |           |
| 12   | Σ        | 29 Ayar      | 2m 6d  | Ξ        | 5 Abu        |  |       |           |
| 13   | Ω        | 25 Nisan     | 12 d   | Γ        | 7 Ayar       |  |       |           |
| 13   | Σ        | 23 Tebetu    | 2m 3d  | Ξ        | 26 Adar      |  |       |           |
| 14   | Ω        | 24 Arahsamnu | 3 d    | Γ        | 27 Arahsamnu |  |       |           |
| 15   | Σ        | 26 Abu       | 2m     | Ξ        | 26 Tashritu  |  |       |           |
| 16   | Ω        | 5 Dumuzi     | 16 d   | Γ        | 21 Dumuzi    |  |       |           |
| 16   | Σ        | 24 Adar      | 2m 15d | Ξ        | 9 Simanu     |  |       |           |
| 17   | Ω        | 8 Adar       | 3 d    | Γ        | 11 Adar      |  |       |           |
| 18   | Σ        | 13 Arahsamnu | 1m 25d | Ξ        | 8 Tebetu     |  |       |           |
| 19   | Ω        | 20 II-Ululu  | 17 d   | Γ        | 8 Tashritu   |  |       |           |
| 20   | Σ        | 25 Simanu    | 2m 6d  | Ξ        | 1 Ululu      |  |       |           |
| 21   | Ω        | 22 Nisan     | 11 d   | Γ        | 3 Adar       |  |       |           |
| 21   | Σ        | 19 Tebetu    | 2m 3d  | Ξ        | 22 Adar      |  |       |           |

## Het belang van de gegevens
De chronologie van het tweede millennium v.Chr. is nog altijd een omstreden zaak. Het is niet mogelijk om gewoon terug te rekenen vanuit het heden omdat er perioden volgen waarin gegevens over de regeringsduur van vorsten onzeker zijn of gewoon ontbreken. Dit geldt vooral voor de periode tussen de val van Babylon (1595 v.Chr. in de hoge middelste chronologie) enerzijds en het begin van de regering van Enlil-nasir II (1420-1415) van Assyrië en Burnaburiash II (1359-1333) van Babylonië anderzijds. Daartussen zit een 'donkere tijd' die een 'vasteland' van redelijk vaste chronologie (ná 1420) scheidt van een 'eiland' van redelijke zekerheid van 2112-1595. De Venustabletten verschaffen het belangrijkste middel om de lengte van de donkere tijd tussen eiland en vasteland te bepalen.
De waarnemingen van Venus zouden daarom een nuttig ijkpunt kunnen leveren voor de datering van de oudheid, met name van Mesopotamië. De astronomische cyclus van Venus is goed bekend, maar eenzelfde serie waarnemingen herhaalt zich met een periode van zo'n 64 jaar. Er zijn tussen die cycli wel verschillen, maar ze zijn maar klein. Daarom worden er vier mogelijke interpretaties erkend, die ieder de regeringstijd van Ammisaduqa in een ander jaar laten beginnen.
| Chronologie      | Troonsbestijging | Aantal Venuscycli later |
| ---------------- | ---------------- | ----------------------- |
| 'lange'          | 1702 v.Chr.      | —                       |
| 'hoge middelste' | 1646 v.Chr.      | 7 × 8 = 56              |
| 'lage middelste' | 1638 v.Chr.      | 8 × 8 = 64              |
| 'korte'          | 1582 v.Chr.      | 15 × 8 = 120            |

Er is in 1998 door Gasche ook nog een ultrakorte (1550) chronologie voorgesteld die beter zou passen bij archeologische resultaten, maar Huber heeft in 2000 laten zien dat dat niet te verenigen valt met de Venus-gegevens.
Meestal wordt er in publicaties gekozen voor de hoge middelste chronologie.

## Problemen
Om uit de gegevens zelf uit te kunnen maken welke van deze mogelijkheden de juiste is, is de nauwkeurigheid van de gegevens erg belangrijk.
De gegevens zijn echter verzameld in de oudheid door mensen die met het blote oog deze waarnemingen deden. In hun voordeel was wel dat er destijds van licht- en luchtvervuiling weinig sprake geweest zal zijn, tenzij er een natuurlijke uitstoot van stof in de atmosfeer plaatsvond, zoals als gevolg van een vulkaanuitbarsting. De verminderde helderheid van de atmosfeer kan in zo'n geval wel de waarnemingen beïnvloed hebben. Buiten dat zijn er de natuurlijke wisselingen ten gevolge van de weersgesteldheden, die weleens een waarneming een dagje te laat of te vroeg zullen laten uitvallen.
Een ander probleem is dat we niet precies weten op welke breedtegraad de waarnemingen gedaan zijn. De geologie speelt ook een rol. In westelijke richting gezien vanuit Babylon ligt niets dan een vlakke woestijn. Men heeft dus een  vrij zicht op de horizon. In oostelijke richting is dit niet zo. In die richting liggen bergen. Dit kan tot systematische verschillen tussen Σ/Γ  en  Ξ/Ω aanleiding geven. Verder zijn de tabletten niet altijd goed leesbaar. Ze zijn beschadigd, kopieën verschillen van elkaar en er kunnen schrijffouten in zitten. Een ander probleem is de Babylonische kalender. In principe was deze, net als de huidige joodse kalender, gebaseerd op een maanjaar van 354 dagen, met toevoeging van schrikkelmaanden om het begin van het jaar in de buurt van de lente-evening te houden. Maar hoe dit precies ging, daarover is men het niet altijd eens. Zelfs over veranderingen in de baan van de planeet maakt men zich zorgen.

## Onderzoek
Het tablet is in de loop der tijd diverse malen geanalyseerd. Eerst door Franz Xaver Krugler in 1912. Hij bedacht dat een verwijzing naar een 'jaar van de Gouden Troon' moest duiden op het achtste jaar van Ammisaduqa. Van de Waerden kwam in 1948 tot de conclusie dat er vier mogelijke oplossingen waren. Reiner en Pingree kwamen in 1975 met een nieuwe uitgave van het cruciale tablet nr. 63 van Enuma Anu Enlil en Huber analyseerde alles in 1982 nog een keer, waarbij hij van een computer kon gebruikmaken. Hij liet zien dat de lange versie het best bij de gegevens paste, daarna de korte. De beide middelste chronologieën pasten minder, hoewel vele archeologen juist liefst de middelste gebruikten. Bij deze analyses werden een aantal gegevens met robuuste statistiek als 'slechte punten' terzijde geschoven, omdat ze mogelijk verkeerd waren.
De Jong en Foertmeyer merkten op dat in deze periode de vulkaanuitbarsting van Santorini moet hebben plaatsgevonden, die ongeveer twee jaar het zicht moet hebben belemmerd. Als ze uitgaan van 1629-1600 v.Chr. voor de uitbarsting kunnen ze daarmee de lage middelste chronologie goed corrigeren en blijken een aantal punten dus toch correct te zijn geweest. Ze geven in plaats daarvan een ander effect weer, dat behulpzaam kan zijn de dubbelzinnigheid op te heffen. Dit zou een sterk argument voor de lage middelste chronologie zijn. Het tijdstip van de uitbarsting van Santorini is daarentegen nog altijd een omstreden zaak en daarmee is de discussie nog steeds niet beslecht.
Het is toch wel erg opvallend dat de datum van 1628 v.Chr. die door Kuniholm et al. langs dendrochronologische weg is gevonden als een jaar waarin een grote hoeveelheid stof het zonlicht verduisterde precies terugkomt in de analyse van De Jong en Foertmeyer, maar dan wel alleen voor de lage middelste chronologie die acht jaar scheelt met de chronologie die het meest wordt gebruikt. Zij vinden in hun analyse van de lage middelste chronologie namelijk dat de morgen-laatst Σ en avond-eerst Ξ data voor 1627 niet minder dan 41 dagen te vroeg en 48 dagen te laat zijn en ook de morgen-eerst Γ datum van het volgende jaar is uitzonderlijk laat. Zijn concluderen hieruit dat er tussen 13 oktober 1628 en 1 mei 1627 veel stof de lucht in moet zijn geblazen. Daarbij moet wel worden opgemerkt dat dit niet per se stof afkomstig van Santorini hoeft te zijn geweest.